# Nokia Software Updater
O Nokia Software Updater é um aplicativo para Windows desenvolvido pela Nokia que permite aos clientes a atualizar seus dispositivos móveis (firmware) a partir de qualquer dispositivo com ponto de acesso a Internet.
A lista completa de telefones compatíveis está disponível no site oficial.

## Crítica
O Nokia Software Updater requer pelo menos 256 MB de RAM para funcionar normalmente. Isso pode ser um problema com sistemas mais antigos, em que na tentativa de iniciar o aplicativo se resulta em uma mensagem de erro.

## Programas Similares
- Nokia Download!: é uma aplicativo para fazer download de conteúdo para o telefone celular Nokia.[1]

## Ligações Externas
- Site do programa